# Acacia xerophila
Acacia xerophila är en ärtväxtart som beskrevs av William Vincent Fitzgerald. Acacia xerophila ingår i släktet akacior, och familjen ärtväxter.

## Underarter
Arten delas in i följande underarter:
- A. x. brevior
- A. x. xerophila